# Zoopigi
Zoopigi (griechisch Ζωοπηγή) ist eine Gemeinde im Bezirk Limassol in der Republik Zypern. Bei der Volkszählung im Jahr 2021 hatte sie 149 Einwohner.
Das Dorf hieß ursprünglich „Zoodochos Pigi“. Dann setzte sich der Kürze halber der Name Zoopigi durch. Die Dorfkirche heißt noch immer Zoodochos Pigi.

## Lage und Umgebung

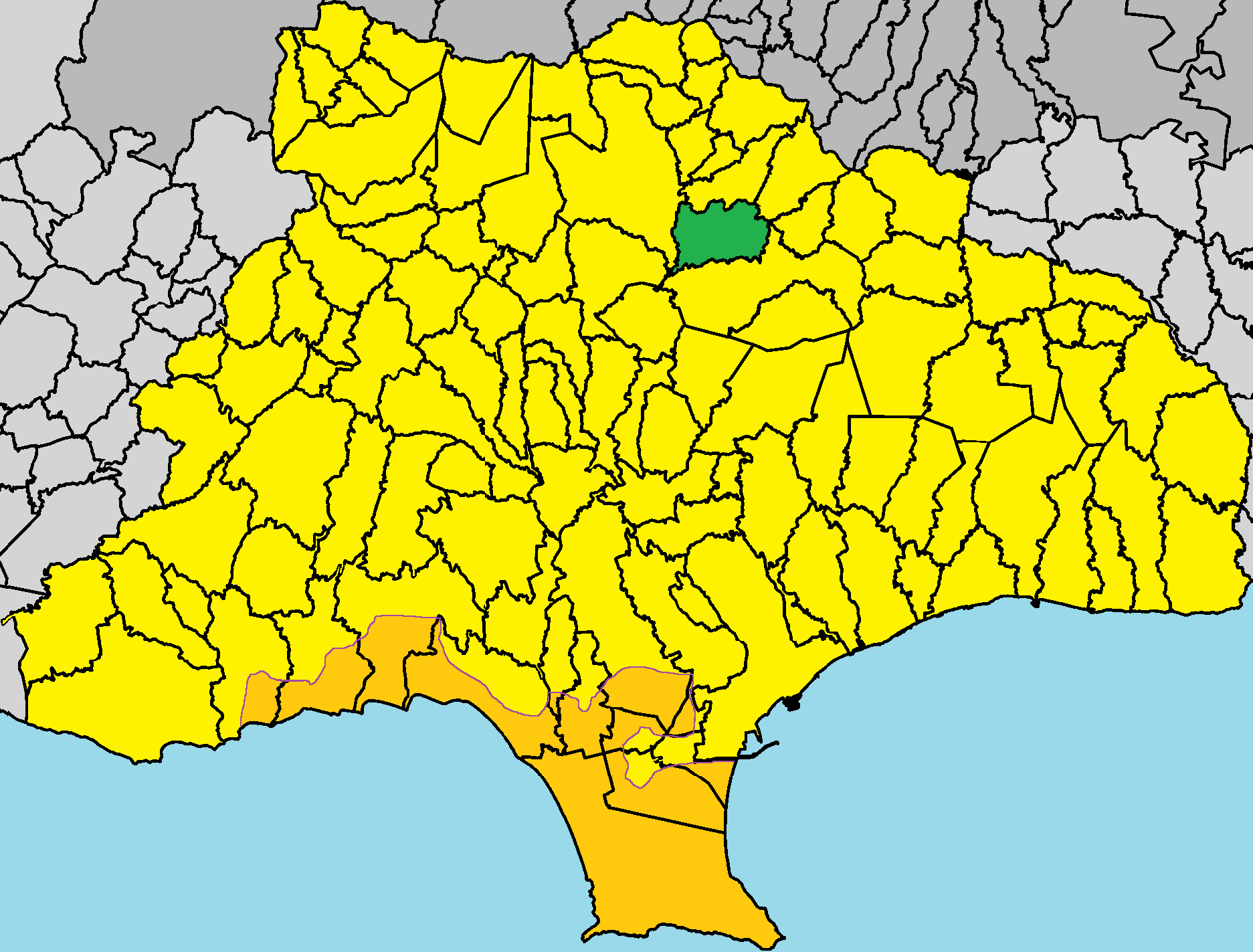
Lage im Bezirk Limassol

Zoopigi liegt im Süden der Mittelmeerinsel Zypern auf einer Höhe von etwa 850 Metern, etwa 24 Kilometer nördlich von Limassol in der geografischen Region Pitsilia. Das etwa 10,97 Quadratkilometer große Dorf grenzt im Süden an Kalo Chorio, im Südwesten an Agios Mamas, im Nordwesten an Pelendri, im Norden an Agios Ioannis und im Nordosten an Agios Theodoros.
Das Ackerland des Dorfes umfasst Weinreben, Oliven, Mandelbäume, Gemüse und Obstbäume. Ein wichtiges Produkt der Region ist der Commandaria-Wein.

## Geschichte
Laut Nearchos Clerides wurde Zoopigi während der venezianischen Zeit gegründet und war eines der neuesten Dörfer Zyperns. Schriftliche Quellen belegen die Existenz des Dorfes in der zweiten Hälfte des 16. Jahrhunderts. Zuvor wurde in der Nähe von Zoopigi eine Siedlung namens „Orogou“ gegründet, deren Bewohner weiter nach Norden zogen und Zoopigi gründeten, wahrscheinlich aufgrund der Existenz von Wasser und fruchtbarem Land in der Gegend von Zoopigi. Orongou existierte bis Mitte des 19. Jahrhunderts, es wurde zerstört und von seinen letzten Bewohnern verlassen, die nach Zoopigi und in das benachbarte Kalo Chorio zogen.

### Bevölkerungsentwicklung
| Jahr      | 1881 | 1891 | 1901 | 1911 | 1921 | 1931 | 1946 | 1960 | 1976 | 1982 | 1992 | 2001 | 2011 | 2021 |
| Einwohner | 172  | 215  | 212  | 254  | 253  | 251  | 307  | 265  | 261  | 214  | 184  | 160  | 140  | 149  |